# Université adventiste de Goma
L’université adventiste de Goma (UAGO) est une université adventiste de  la république démocratique du Congo, située dans la province du Nord-Kivu, ville de Goma. Elle compte près de 600 étudiants dans six facultés. Sa langue d'enseignement est le français.

## Facultés
- Faculté de Gestion Informatique
- Faculté de Théologie
- Faculté des Psychologie et Sciences de l'Education
- Faculté de Sciences Economiques et de Gestion
- Faculté de Développement Communautaire
- Faculté des Sciences Sociales, Politiques et Administratives
- Sciences infirmières
- Bâtiments et travaux publics